# Italiaans curlingteam (vrouwen)
Het Italiaanse curlingteam vertegenwoordigt Italië in internationale curlingwedstrijden.

## Geschiedenis
Italië nam voor het eerst deel aan een internationaal toernooi tijdens het Europees kampioenschap van 1975 in het Franse Megève. De eerste interland werd nog gewonnen van West-Duitsland, maar vervolgens gingen alle wedstrijden verloren. In 1976 kon Italië zelfs geen enkele wedstrijd winnen. De volgende jaren ging het geleidelijk beter met het Italiaanse curling, met als hoogtepunt het EK van 1982. Italië haalde voor het eerst de finale, die het weliswaar met grote 13-2-cijfers verloor van Zweden. De komende decennia zakte het niveau van het Italiaanse curling, waardoor het land vrijwel steeds onderaan het klassement van de A-divisie bengelde. Met de komst van skip Diana Gaspari in 2001 werd een revival ingezet. Italië kroop stilaan uit het dal, en haalde in 2006 voor de tweede keer in z'n historie de finale van het Europees kampioenschap. Dit keer bleek evenwel Rusland te sterk voor de Italiaanse dames. In 2023 werd de finale voor de derde keer bereikt. Ditmaal was Zwitserland het land dat Italië van een eerste titel hield.
Op het wereldkampioenschap was Italië tot op heden 24 keer present. Van 1979, toen het toernooi voor het eerst werd georganiseerd, tot en met 1985 was Italië telkens van de partij. Vervolgens was het wachten tot 2003 voor Italië opnieuw zijn opwachting maakte op het wereldkampioenschap. Sedertdien is Italië opnieuw regelmatig present. Hoger dan de vierde plaats, behaald in 2024, kwam het Italiaanse curlingteam nog nooit op het wereldkampioenschap.
Voor de Olympische Winterspelen wist Italië zich tot op heden nog nooit te kwalificeren. In 2006 mocht het land evenwel toch deelnemen, aangezien de Spelen in eigen land georganiseerd werden en het gastland automatisch gekwalificeerd was. Italië kon echter maar een van z'n negen wedstrijden winnen, en eindigde zo troosteloos tiende en laatste.

## Italië op de Olympische Spelen
| \| Jaar \| Plaats \| Skip \| WG \| W \| V \| PV \| PT \| \| ---- \| ------------- \| ------------- \| ------------- \| ------------- \| ------------- \| ------------- \| ------------- \| \| 1998 \| Geen deelname \| Geen deelname \| Geen deelname \| Geen deelname \| Geen deelname \| Geen deelname \| Geen deelname \| \| 2002 \| Geen deelname \| Geen deelname \| Geen deelname \| Geen deelname \| Geen deelname \| Geen deelname \| Geen deelname \| \| 2006 \| 10 \| Diana Gaspari \| 9 \| 1 \| 8 \| 44 \| 79 \| \| 2010 \| Geen deelname \| Geen deelname \| Geen deelname \| Geen deelname \| Geen deelname \| Geen deelname \| Geen deelname \| \| 2014 \| Geen deelname \| Geen deelname \| Geen deelname \| Geen deelname \| Geen deelname \| Geen deelname \| Geen deelname \| \| 2018 \| Geen deelname \| Geen deelname \| Geen deelname \| Geen deelname \| Geen deelname \| Geen deelname \| Geen deelname \| \| 2022 \| Geen deelname \| Geen deelname \| Geen deelname \| Geen deelname \| Geen deelname \| Geen deelname \| Geen deelname \| |               |               |               |               |               |               |               |
| Jaar | Plaats        | Skip          | WG            | W             | V             | PV            | PT            |
| 1998 | Geen deelname | Geen deelname | Geen deelname | Geen deelname | Geen deelname | Geen deelname | Geen deelname |
| 2002 | Geen deelname | Geen deelname | Geen deelname | Geen deelname | Geen deelname | Geen deelname | Geen deelname |
| 2006 | 10            | Diana Gaspari | 9             | 1             | 8             | 44            | 79            |
| 2010 | Geen deelname | Geen deelname | Geen deelname | Geen deelname | Geen deelname | Geen deelname | Geen deelname |
| 2014 | Geen deelname | Geen deelname | Geen deelname | Geen deelname | Geen deelname | Geen deelname | Geen deelname |
| 2018 | Geen deelname | Geen deelname | Geen deelname | Geen deelname | Geen deelname | Geen deelname | Geen deelname |
| 2022 | Geen deelname | Geen deelname | Geen deelname | Geen deelname | Geen deelname | Geen deelname | Geen deelname |

## Italië op het wereldkampioenschap
| Jaar | Plaats        | Skip                      | WG            | W             | V             | PV            | PT            |
| ---- | ------------- | ------------------------- | ------------- | ------------- | ------------- | ------------- | ------------- |
| 1979 | 10            | Nella Alvera              | 10            | 1             | 9             | 47            | 103           |
| 1980 | 5             | Maria-Grazzia Constantini | 10            | 5             | 5             | 77            | 70            |
| 1981 | 7             | Maria-Grazzia Constantini | 9             | 3             | 6             | 67            | 76            |
| 1982 | 10            | Maria-Grazzia Constantini | 9             | 1             | 8             | 40            | 83            |
| 1983 | 9             | Maria-Grazzia Constantini | 9             | 2             | 7             | 41            | 73            |
| 1984 | 10            | Maria-Grazzia Constantini | 9             | 0             | 9             | 25            | 75            |
| 1985 | 10            | Maria-Grazzia Constantini | 9             | 1             | 8             | 40            | 84            |
| 1986 | Geen deelname | Geen deelname             | Geen deelname | Geen deelname | Geen deelname | Geen deelname | Geen deelname |
| 1987 | Geen deelname | Geen deelname             | Geen deelname | Geen deelname | Geen deelname | Geen deelname | Geen deelname |
| 1988 | Geen deelname | Geen deelname             | Geen deelname | Geen deelname | Geen deelname | Geen deelname | Geen deelname |
| 1989 | Geen deelname | Geen deelname             | Geen deelname | Geen deelname | Geen deelname | Geen deelname | Geen deelname |
| 1990 | Geen deelname | Geen deelname             | Geen deelname | Geen deelname | Geen deelname | Geen deelname | Geen deelname |
| 1991 | Geen deelname | Geen deelname             | Geen deelname | Geen deelname | Geen deelname | Geen deelname | Geen deelname |
| 1992 | Geen deelname | Geen deelname             | Geen deelname | Geen deelname | Geen deelname | Geen deelname | Geen deelname |
| 1993 | Geen deelname | Geen deelname             | Geen deelname | Geen deelname | Geen deelname | Geen deelname | Geen deelname |
| 1994 | Geen deelname | Geen deelname             | Geen deelname | Geen deelname | Geen deelname | Geen deelname | Geen deelname |
| 1995 | Geen deelname | Geen deelname             | Geen deelname | Geen deelname | Geen deelname | Geen deelname | Geen deelname |
| 1996 | Geen deelname | Geen deelname             | Geen deelname | Geen deelname | Geen deelname | Geen deelname | Geen deelname |
| 1997 | Geen deelname | Geen deelname             | Geen deelname | Geen deelname | Geen deelname | Geen deelname | Geen deelname |
| 1998 | Geen deelname | Geen deelname             | Geen deelname | Geen deelname | Geen deelname | Geen deelname | Geen deelname |
| 1999 | Geen deelname | Geen deelname             | Geen deelname | Geen deelname | Geen deelname | Geen deelname | Geen deelname |
| 2000 | Geen deelname | Geen deelname             | Geen deelname | Geen deelname | Geen deelname | Geen deelname | Geen deelname |
| 2001 | Geen deelname | Geen deelname             | Geen deelname | Geen deelname | Geen deelname | Geen deelname | Geen deelname |

| Jaar | Plaats        | Skip                 | WG            | W             | V             | PV            | PT            |
| ---- | ------------- | -------------------- | ------------- | ------------- | ------------- | ------------- | ------------- |
| 2002 | Geen deelname | Geen deelname        | Geen deelname | Geen deelname | Geen deelname | Geen deelname | Geen deelname |
| 2003 | 9             | Diana Gaspari        | 9             | 3             | 6             | 59            | 75            |
| 2004 | 9             | Diana Gaspari        | 9             | 3             | 6             | 47            | 66            |
| 2005 | 11            | Diana Gaspari        | 11            | 2             | 9             | 53            | 79            |
| 2006 | 9             | Diana Gaspari        | 11            | 4             | 7             | 66            | 73            |
| 2007 | 12            | Diana Gaspari        | 11            | 2             | 9             | 45            | 97            |
| 2008 | 11            | Diana Gaspari        | 11            | 2             | 9             | 60            | 77            |
| 2009 | 12            | Diana Gaspari        | 11            | 1             | 10            | 47            | 85            |
| 2010 | Geen deelname | Geen deelname        | Geen deelname | Geen deelname | Geen deelname | Geen deelname | Geen deelname |
| 2011 | Geen deelname | Geen deelname        | Geen deelname | Geen deelname | Geen deelname | Geen deelname | Geen deelname |
| 2012 | 10            | Diana Gaspari        | 11            | 3             | 8             | 59            | 80            |
| 2013 | 10            | Diana Gaspari        | 11            | 3             | 8             | 56            | 85            |
| 2014 | Geen deelname | Geen deelname        | Geen deelname | Geen deelname | Geen deelname | Geen deelname | Geen deelname |
| 2015 | Geen deelname | Geen deelname        | Geen deelname | Geen deelname | Geen deelname | Geen deelname | Geen deelname |
| 2016 | 12            | Federica Apollonio   | 11            | 1             | 10            | 36            | 57            |
| 2017 | 10            | Diana Gaspari        | 11            | 3             | 8             | 55            | 83            |
| 2018 | 13            | Diana Gaspari        | 12            | 2             | 10            | 66            | 101           |
| 2019 | Geen deelname | Geen deelname        | Geen deelname | Geen deelname | Geen deelname | Geen deelname | Geen deelname |
| 2021 | 13            | Stefania Constantini | 13            | 2             | 11            | 70            | 100           |
| 2022 | 10            | Stefania Constantini | 12            | 4             | 8             | 56            | 74            |
| 2023 | 5             | Stefania Constantini | 13            | 7             | 6             | 78            | 67            |
| 2024 | 4             | Stefania Constantini | 15            | 11            | 4             | 110           | 77            |
| 2025 | 10            | Stefania Constantini | 12            | 4             | 8             | 71            | 79            |

## Italië op het Europees kampioenschap
| Jaar | Plaats | Skip                      | WG | W | V | PV | PT |
| ---- | ------ | ------------------------- | -- | - | - | -- | -- |
| 1975 | 6      | Nella Alvera              | 6  | 1 | 5 | 32 | 58 |
| 1976 | 8      | Maria-Grazzia Constantini | 7  | 0 | 7 | 38 | 77 |
| 1977 | 7      | Maria-Grazzia Constantini | 7  | 2 | 5 | 51 | 56 |
| 1978 | 9      | Maria-Grazzia Constantini | 8  | 1 | 7 | 41 | 72 |
| 1979 | 5      | Maria-Grazzia Constantini | 8  | 3 | 5 | 48 | 69 |
| 1980 | 7      | Maria-Grazzia Constantini | 10 | 4 | 6 | 88 | 80 |
| 1981 | 10     | Maria-Grazzia Constantini | 6  | 2 | 4 | 29 | 36 |
| 1982 | 2      | Maria-Grazzia Constantini | 8  | 5 | 3 | 67 | 65 |
| 1983 | 9      | Maria-Grazzia Constantini | 7  | 3 | 4 | 58 | 51 |
| 1984 | 4      | Maria-Grazzia Constantini | 8  | 5 | 3 | 53 | 51 |
| 1985 | 8      | Maria-Grazzia Constantini | 7  | 3 | 4 | 38 | 48 |
| 1986 | 6      | Maria-Grazzia Constantini | 7  | 3 | 4 | 49 | 48 |
| 1987 | 12     | Ann Lacedelli             | 7  | 2 | 5 | 34 | 57 |
| 1988 | 11     | Ann Lacedelli             | 5  | 1 | 4 | 17 | 43 |
| 1989 | 8      | Ann Lacedelli             | 6  | 2 | 4 | 29 | 39 |
| 1990 | 11     | Ann Lacedelli             | 6  | 2 | 4 | 34 | 49 |
| 1991 | 10     | Ann Lacedelli             | 7  | 4 | 3 | 46 | 46 |
| 1992 | 9      | Daniela Zandegiacomo      | 8  | 6 | 2 | 76 | 55 |
| 1993 | 11     | Daniela Zandegiacomo      | 4  | 1 | 3 | 18 | 39 |
| 1994 | 13     | Ann Lacedelli             | 5  | 0 | 5 | 23 | 44 |
| 1995 | 12     | Daniela Zandegiacomo      | 8  | 4 | 4 | 58 | 52 |
| 1996 | 9      | Giulia Lacedelli          | 7  | 3 | 4 | 39 | 52 |
| 1997 | 11     | Giulia Lacedelli          | 6  | 2 | 4 | 31 | 45 |
| 1998 | 10     | Giulia Lacedelli          | 7  | 2 | 5 | 38 | 59 |
| 1999 | 10     | Giulia Lacedelli          | 7  | 2 | 5 | 39 | 48 |

| Jaar | Plaats | Skip                 | WG | W  | V | PV  | PT |
| ---- | ------ | -------------------- | -- | -- | - | --- | -- |
| 2000 | 12     | Eleonora Alvera      | 6  | 3  | 3 | 39  | 40 |
| 2001 | 11     | Diana Gaspari        | 7  | 4  | 3 | 48  | 40 |
| 2002 | 11     | Diana Gaspari        | 10 | 10 | 0 | 120 | 36 |
| 2003 | 5      | Diana Gaspari        | 9  | 5  | 4 | 65  | 60 |
| 2004 | 6      | Diana Gaspari        | 10 | 5  | 5 | 71  | 64 |
| 2005 | 6      | Diana Gaspari        | 10 | 5  | 5 | 73  | 61 |
| 2006 | 2      | Diana Gaspari        | 11 | 7  | 4 | 69  | 62 |
| 2007 | 6      | Diana Gaspari        | 9  | 3  | 6 | 44  | 61 |
| 2008 | 5      | Diana Gaspari        | 9  | 5  | 4 | 59  | 58 |
| 2009 | 9      | Georgia Apollonio    | 9  | 2  | 7 | 57  | 71 |
| 2010 | 12     | Georgia Apollonio    | 12 | 9  | 3 | 87  | 56 |
| 2011 | 6      | Diana Gaspari        | 10 | 4  | 6 | 63  | 65 |
| 2012 | 6      | Diana Gaspari        | 9  | 4  | 5 | 55  | 65 |
| 2013 | 10     | Veronica Zappone     | 9  | 1  | 8 | 35  | 87 |
| 2014 | 13     | Veronica Zappone     | 11 | 7  | 4 | 83  | 70 |
| 2015 | 11     | Federica Apollonio   | 14 | 11 | 3 | 107 | 64 |
| 2016 | 8      | Federica Apollonio   | 11 | 4  | 7 | 73  | 76 |
| 2017 | 3      | Diana Gaspari        | 11 | 6  | 5 | 61  | 75 |
| 2018 | 10     | Veronica Zappone     | 9  | 2  | 7 | 51  | 73 |
| 2019 | 11     | Veronica Zappone     | 11 | 9  | 2 | 86  | 45 |
| 2021 | 6      | Stefania Constantini | 9  | 4  | 5 | 55  | 58 |
| 2022 | 4      | Stefania Constantini | 11 | 6  | 5 | 78  | 65 |
| 2023 | 2      | Stefania Constantini | 11 | 8  | 3 | 89  | 67 |
| 2024 | 4      | Stefania Constantini | 11 | 6  | 5 | 78  | 71 |

Andorra · Australië · België · Brazilië · Bulgarije · Canada · China · Chinees Taipei · Denemarken · Duitsland · Engeland · Estland · Filipijnen · Finland · Frankrijk · Groot-Brittannië · Hongarije · Hongkong · Ierland · Italië · Jamaica · Japan · Kazachstan · Kenia · Kroatië · Letland · Litouwen · Luxemburg · Mexico · Nederland · Nieuw-Zeeland · Nigeria · Noorwegen · Oekraïne · Oostenrijk · Polen · Portugal · Qatar · Roemenië · Rusland · Schotland · Servië · Slovenië · Slowakije · Spanje · Thailand · Tsjechië · Tsjecho-Slowakije · Turkije · Verenigde Staten · Wales · Wit-Rusland · Zuid-Korea · Zweden · Zwitserland